# Relações entre Estados Unidos e Portugal
As relações entre Portugal e Estados Unidos são o conjunto de relações bilaterais diplomáticas, económicas, históricas e culturais entre Portugal e os Estados Unidos da América.

## História
As relações bilaterais datam dos primeiros anos dos Estados Unidos da América. A seguir à Guerra da Independência dos Estados Unidos da América, Portugal foi o primeiro país neutro a reconhecer os Estados Unidos. Em 21 de fevereiro de 1791, o presidente George Washington abriu relações diplomáticas formais nomeando o Coronel David Humphreys como ministro americano.
A relação defensiva entre os Estados Unidos da América e Portugal é excelente, centrada no Acordo de Cooperação e Defesa (ACD) de 1995. Durante 50 anos, a Base Aérea das Lajes nos Açores teve um papel importante para suportar a aviação militar Estadunidense (a importância era tanta que houve um plano de contingência em 1975 para estimular a independência dos Açores caso o comunismo tomasse controle de Portugal). Missões mais recentes são feitas com o propósito de contra-terrorismo e esforços humanitários incluindo operações no Afeganistão e no Iraque. Portugal também fornece aos Estados Unidos acesso à Base Aérea do Montijo e um número de portos.
Portugal define-se como "Atlantista" enfatizando o suporte em relações europeias fortes com os Estados Unidos da América, particularmente em serviços de defesa e segurança. O Governo Português tem sido um aliado chave nos Estados Unidos da América, suportando os esforços no Iraque, e hospedando a Cimeira dos Açores que procedeu em ajuda militar. Portugal vê o papel de hospedeiro da "Joint Command Lisbon" (formalmente a Sede Regional, Atlântico Sul - RHQ SOUTHLANT), localizada perto de Lisboa, como um sinal importante de trabalhos de segurança transatlântico.
Os Estados Unidos da América exportaram $1470 milhões em bens em 2006 e importaram um estimado de $3.04 biliões. Enquanto a troca Portuguesa total subiu dramaticamente nos últimos 10 anos, a percentagem dos Estados unidos da América de exportações e importações de Portugal foi recusada. O Governo Português está a encorajar um maior investimento bilateral. As empresas estadunidenses têm um papel significativo nos setores farmacêutico, eletrónicos, e de vendas em Portugal, particularmente em Lisboa, mas o seu envolvimento no setor automóvel tem reduzido drasticamente em anos recentes.
Contribuindo para as fortes relações entre os Estados Unidos da América e Portugal são os 20,000 Americanos que vivem em Portugal e algumas comunidades de Portugueses em Massachusetts, Connecticut, Rhode Island, New Jersey, Califórnia e Hawaii. O último censo estima que 1,3 milhões de pessoas residentes nos Estados Unidos da América são de ascendência Portuguesa, com uma grande percentagem vinda da Região Autónoma dos Açores.
Os principais Oficiais Americanos incluem:
- Encarregado de Negócios — Herro Mustafa
- Deputado Chefe de Missões — Jonh Olson
- General Cônsul — Oliver Kinder
- Negócios Políticos/Económicos — Gregory Macris
- Gestão de Negócios — Dwayne Cline
- Negócios Públicos — Mark Pannell
- Oficial de Segurança Regional — Tanya Sears
- Negócios Comerciais — Lora Baker
- Ministro de Defesa — Cor. Glenn Lemasters
- Escritório de Cooperação de Defesa — CDR Oscar Monterrosa
- Cônsul, Ponta Delgada — Elizabeth Konick

Os Estados Unidos da América têm uma embaixada em Lisboa